# ピアノソナタ第2番 (プロコフィエフ)
ピアノソナタ第2番ニ短調作品14は、セルゲイ・プロコフィエフが1912年に作曲したピアノソナタ。前後の第1番や第3番がいずれも単一楽章で過去の習作を改作したものであるのに対して、第2番は4楽章からなり、新たに作曲されたものである。軽快なリズムや和音の扱いに、この時期のプロコフィエフの個性が現れている。
初演は1914年2月5日、モスクワでプロコフィエフ自身のピアノによって行われた。

## 楽曲構成
演奏時間は18分である。
- 第1楽章　アレグロ・マ・ノン・トロッポ　ニ短調　4分の2拍子　ソナタ形式
- 第2楽章　スケルツォ　アレグロ・マルカート　イ短調　4分の4拍子　三部形式
- 第3楽章　アンダンテ　嬰ト短調　4分の4拍子　三部形式
- 第4楽章　ヴィヴァーチェ　ニ短調　8分の6拍子　自由なロンド形式と見ることができる。